# Jørpeland
Jørpeland je grad i središte općine Strand u južnoj norveškoj županiji Rogaland. 

## Stanovništvo
Prema podacima o broju stanovnika iz 2010. godine u gradu živi 5.930 stanovnika.

## Vanjske poveznice
- Službene stranice općine  Arhivirana inačica izvorne stranice od 14. svibnja 2011. (Wayback Machine)

### Ostali projekti
|  | Zajednički poslužitelj ima još gradiva o temi Jørpeland |